# Ragazze nel pallone (film 2000)
Ragazze nel pallone (Bring It On) è un film statunitense del 2000, diretto da Peyton Reed e scritto da Jessica Bendinger. È stato il primo della serie di film Ragazze nel pallone, ed è stato seguito da quattro sequel, usciti direttamente per il circuito home video: Ragazze nel pallone - La rivincita (2004), Ragazze nel pallone - Tutto o niente (2006), Ragazze nel pallone - Pronte a vincere (2007) e Ragazze nel pallone - Lotta finale (2009). Nel 2017 è uscito un sesto film, intitolato Ragazze nel pallone - Sfida mondiale.
Ragazze nel pallone è uscito nelle sale nell'America del Nord il 25 agosto 2000. Il film ha ricevuto recensioni per lo più positive, con alcuni critici che lodano la natura leggera e spiritosa del soggetto ed altri che criticano la trama convenzionale e stereotipata. Il film ha guadagnato a livello mondiale circa $90 milioni, ed è stato considerato un successo finanziario.

## Trama
Torrance Shipman, una studentessa presso la Rancho Carne High School di San Diego, aspetta con ansia il suo primo giorno dell'ultimo anno. Il suo ragazzo Aaron se ne è andato al college, e la sua squadra di cheerleading, i Toros, ha come obiettivo un sesto titolo nazionale consecutivo. Torrance viene eletta per sostituire il capitano della squadra, "La Rossa", che si è diplomata. Ben presto, però, la sua compagna di squadra Carver si infortuna e non può più competere con la gamba rotta. Torrance fa un provino per sostituire Carver e trova Missy Pantone, una ginnasta che si è recentemente trasferita nella scuola con suo fratello Cliff, con il quale Torrance sviluppa un'amicizia. Ma mentre sta guardando l'esibizione dei Toros, Missy riconosce la loro routine come quella di una squadra rivale che il suo precedente liceo ha usato per competere contro di esse. Dopo aver accusando Torrance di essere una bugiarda e rubare la routine, apprende dalla reazione offesa e particolarmente difensiva di Torrance che ella era completamente all'oscuro. Così Missy accompagna Torrance a Los Angeles, dove guardano le East Compton Clovers eseguire le loro routine, scoprendo che sono praticamente identiche a quelle della propria squadra. Isis, capitano della squadra dei Clovers, affronta con rabbia le due. Torrance viene a sapere che "La Rossa" ha imparato regolarmente le prove dei Clovers attraverso una cassetta ed ha rubato la loro routine. Nel frattempo, Missy viene vista come una minaccia dagli altri membri femminili della squadra, ma finisce per diventare amica di Torrance.
Isis informa Torrance dei suoi piani per sconfiggere i Toros ai campionati regionali e nazionali, dove la squadra non ha mai partecipato a causa della loro difficoltà economiche. Quando Torrance dice ai Toros la loro nuova routine, la squadra vota ancora a favore per usare la routine corrente per vincere; Torrance accetta con riluttanza. Alla successiva partita in casa dei Toros, Isis e le sue compagne di squadra si presentano ed eseguono la routine dei Toros di fronte a tutta la scuola, umiliandoli. I Toros realizzano di non avere altra scelta, se non quella, di imparare una routine diversa. In preda alla disperazione, pagano un coreografo professionista di nome Sparky Polastri per fornirgliene una, come suggerito da Aaron. Ma alle Regionali, il programma della squadra, viene immediatamente mandato a monte da un’altra squadra che esegue esattamente la routine, che loro avevano praticato. I Toros non hanno altra scelta se non quella di eseguire la stessa routine. Dopo la disfatta che ne deriva, Torrance parla ad un funzionario della concorrenza dicendogli che Polastri ha fornito la routine a diversi altri team in California. Ai campioni in carica, i Toros viene comunque concesso il loro posto in finale, ma Torrance viene avvertita che verrà prevista una nuova routine. Torrance, schiacciata dalle sue incapacità di guidare con successo la squadra, considera di smettere.
Cliff la incoraggia e la sostiene, intensificando la loro crescente attrazione. Aaron, tuttavia, le dice che lei non è la leadership ideale e le raccomanda di dimettersi dalla sua posizione, vedendo al suo posto Courtney e Whitney che si sono imposte come rivali di Torrance. Quando Cliff vede Torrance e Aaron insieme, con rabbia, rompe la sua amicizia con Torrance, a causa della sua angoscia. Ma la sua fiducia si rinnova con l'incoraggiamento di Cliff e convince la sua infelice squadra a creare invece, una nuova e innovativa routine. Rompe con Aaron, realizzando la sua infedeltà e la sua incapacità di essere di supporto, ma Cliff si rifiuta ancora di perdonarla. Nel frattempo, i Clovers non sono inizialmente in grado di competere alle Nazionali a causa di problemi finanziari. Ciò induce Torrance ad ottenere dalla compagnia di suo padre una sponsorizzazione per la squadra, ma Isis rifiuta il denaro, ottenendoli invece, dai cittadini facendo appello ad un talk show che è cresciuto nella loro zona. I Toros arrivano al secondo posto, mentre i Clovers vincono.

## Sequel
- Ragazze nel pallone - Tutto o niente

## Uscite internazionali
- Uscita negli  USA: 25 agosto 2000
- Uscita in  Spagna: 29 settembre 2000
- Uscita in  Germania: 9 novembre 2000
- Uscita in  Francia: 2 maggio 2001
- Uscita in  Italia: 25 maggio 2001
- Uscita in  Belgio: 27 giugno 2001